# Bernard Musson
Pour les articles homonymes, voir Musson (homonymie).
Bernard Musson est un acteur français, né le 22 février 1925 à Cormeilles-en-Parisis (Val-d'Oise) et mort le 29 octobre 2010 dans le 15e arrondissement de Paris,.

## Biographie
Peu après la guerre, Bernard Musson s'est « retrouvé étudiant en photo à L'École Technique Photo Cinéma (ETPC), rue de Vaugirard, avant de commencer sa carrière de comédien au théâtre ».
En 1948, il s'inscrit à l'école d'art dramatique de Charles Dullin. Parmi ses professeurs se trouve Marcel Marceau. L'année suivante, il fait une figuration à la Comédie-Française, dans La Reine morte d'Henry de Montherlant. À partir de 1950, il obtient plusieurs rôles au théâtre.
En 1951, il fait sa première apparition au cinéma dans Jeux interdits de René Clément, dans un rôle de gendarme. Dès lors, sa haute silhouette de près d'1,90 m se fera de plus en plus présente sur les écrans. Il enchaîne les rôles de majordomes, laquais, maître d'hôtel, gendarme ou policier, curé, croque-mort... Plus de 250 films à son actif. Il fera partie de ces seconds rôles indispensables au cinéma français, à l'instar de Dominique Zardi ou Robert Dalban.
En 1959, il interprète son rôle le plus célèbre, celui du prisonnier Pommier dans La Vache et le Prisonnier. Il tourne fréquemment avec André Hunebelle (Le Capitan, Fantomas...), Henri Verneuil (Le Président, Le Clan des Siciliens...), Michel Audiard, Jean Rollin, Philippe de Broca... Il devient également l'un des seconds rôles fétiches de Luis Buñuel avec qui il tourne Belle de jour, Le Fantôme de la liberté, etc.
Parallèlement à sa carrière d'acteur au cinéma et à la télévision, il n'abandonne pas sa carrière sur les planches. Il joue dans de nombreuses comédies. En 1982, il participe au spectacle Amadeus au Théâtre Marigny, mis en scène par Roman Polanski. À la fin de sa carrière, il revient aux classiques, avec Les Caprices de Marianne et Bérénice, deux pièces mises en scène par Lambert Wilson.
Il est inhumé dans le cimetière parisien de Bagneux (division 90) (Hauts-de-Seine).

## Théâtre
- 1949 : L’éternelle comédie de Guy Verdot, théâtre de l'Atelier
- 1950 : Jules César de Shakespeare, festival de Nîmes
- 1950 : Les Mouches de Jean-Paul Sartre, festival de Nîmes
- 1950 : À chacun selon sa faim de Jean Mogin, mise en scène Raymond Hermantier, théâtre du Vieux-Colombier
- 1950 : Les Princes du sang de Jean-François Noël, mise en scène Raymond Hermantier, théâtre des Célestins
- 1955 : Le Troisième Jour de Ladislas Fodor, mise en scène Victor Francen, théâtre des Ambassadeurs
- 1957 : Le Souvenir éternel de Jean Lavitte, théâtre de la Renaissance
- 1958 : Rididine d'Alexandre Breffort, mise en scène Maurice Vaneau, théâtre Fontaine
- 1958 : Isabelle et le pélican de Marcel Franck, Comédie Wagram
- 1959 : La Toile d'araignée d'Agatha Christie, mise en scène Raymond Gérôme, théâtre de Paris
- 1960 : La Voleuse de Londres de Georges Neveux, mise en scène Raymond Gérôme, théâtre du Gymnase
- 1961 : Le Petit Bouchon de Michel André, mise en scène Jacques Mauclair, théâtre des Variétés
- 1962 : Trente Secondes d'amour d'Aldo de Benedetti, mise en scène Jacques Charon, théâtre Michel
- 1962 : Treize à table de Marc-Gilbert Sauvajon, Casino de Nice
- 1966 : Monsieur Carnaval de Frédéric Dard, théâtre du Châtelet
- 1967 : Baby Hamilton de d’Anita Hart et Maurice Bradell, théâtre de la Porte Saint-Martin
- 1969 : La Paille humide d'Albert Husson, mise en scène Michel Roux, théâtre de la Michodière
- 1969 : Piège pour un seul homme de Robert Thomas, Casino de Nice
- 1970 : Herminie de Claude Magnier, mise en scène Michel Vocoret, théâtre des Nouveautés
- 1972 : Ne m'oubliez pas de Peter Nichols, mise en scène Michel Fagadau, théâtre de la Renaissance
- 1972 : Nuits de Chine de Woody Allen, théâtre de l'Européen
- 1973 : Seul le poisson rouge est au courant de Jean Barbier et Dominique Nohain, mise en scène Dominique Nohain, théâtre Charles-de-Rochefort
- 1974 : Le Chien des Baskerville, adaptation de Jean Marcillac, mis en scène par Raymond Gérôme pour l'émission Au théâtre ce soir
- 1975 : Le Troisième témoin de Dominique Nohain, théâtre Tristan-Bernard
- 1976 : Crime parfait Frédérick Knott, théâtre Tristan-Bernard
- 1979 : Comédie pour un meurtre de Jean-Jacques Bricaire et Maurice Lasaygues, mise en scène Dominique Nohain, théâtre Tristan-Bernard
- 1981 : Une heure à tuer de Dominique Nohain, mise en scène de l'auteur, théâtre Tristan-Bernard
- 1982 : Amadeus de Peter Shaffer, mise en scène Roman Polanski, théâtre Marigny
- 1983 : Les Rustres de Goldoni, théâtre de l'Eldorado
- 1984 : Les Nuits difficiles de Dino Buzzati, théâtre de la Manufacture
- 1985 : La Donna et Olympe dort de Constance Delaunay, Petit Odéon
- 1985 : La Tour de Nesle d'Alexandre Dumas, théâtre Silvia Monfort
- 1987 : Génousie de René de Obaldia, mise en scène Claude Santelli, Théâtre national de l'Odéon, théâtre des Célestins
- 1990 : Le Voyage de Monsieur Perrichon d'Eugène Labiche, tournée
- 1993 : En attendant les bœufs de Christian Dob, mise en scène Gérard Caillaud, théâtre des Mathurins
- 1994 : Les Caprices de Marianne d'Alfred de Musset, mise en scène Lambert Wilson, théâtre des Bouffes du Nord
- 2001 : Bérénice de Racine, mise en scène Lambert Wilson, festival d'Avignon, Théâtre national de Chaillot
- 2002 : Bérénice de Racine, mise en scène Lambert Wilson, théâtre des Célestins
- 2008 : Bérénice de Racine, mise en scène Lambert Wilson, théâtre des Bouffes du Nord

## Filmographie

### Cinéma

#### Années 1950
- 1951 : Jeux interdits de René Clément : un gendarme
- 1951 : Un grand patron de Yves Ciampi : un assistant du docteur Delage
- 1951 : Le Vrai Coupable de Pierre Thévenard : un gendarme
- 1951 : Le costaud des Batignolles de Guy Lacourt
- 1951 : Nez de cuir d'Yves Allégret
- 1951 : Rendez-vous à Grenade de Richard Pottier
- 1952 : Les Belles de nuit de René Clair
- 1952 : C'est arrivé à Paris de Henri Lavorel : le contrôleur à la gare
- 1952 : Nous sommes tous des assassins d'André Cayatte : un gardien de prison
- 1952 : L'Île aux femmes nues d'Henri Lepage
- 1952 : Un caprice de Caroline chérie de Jean Devaivre : un révolutionnaire Italien
- 1952 : Les Dents longues de Daniel Gélin : un journaliste
- 1952 : Lucrèce Borgia de Christian-Jaque : un suivant du chapelain
- 1952 : La forêt de l'adieu de Ralph Habib
- 1952 : La pocharde de Georges Combret
- 1953 : L'Esclave d'Yves Ciampi : un contrebassiste
- 1953 : Le Grand jeu de Robert Siodmak : le peintre
- 1953 : Le Guérisseur d'Yves Ciampi : Frédéric
- 1953 : Mam'zelle Nitouche d'Yves Allégret : un réserviste
- 1953 : Les Trois Mousquetaires d'André Hunebelle : un laquais
- 1953 : Virgile de Carlo Rim
- 1953 : La Belle de Cadix de Raymond Bernard
- 1953: L'Affaire Maurizius de Julien Duvivier : un greffier
- 1953 : Le Témoin de minuit de Dimitri Kirsanoff : le pharmacien
- 1953 : Les hommes ne pensent qu'à ça d'Yves Robert
- 1954 : Le Comte de Monte-Cristo de Robert Vernay : un avocat
- 1954 : Ah ! les belles bacchantes de Jean Loubignac : l'inspecteur La Baule
- 1954 : Escalier de service de Carlo Rim : un client de Dumeny
- 1954 : Les Évadés de Jean-Paul Le Chanois : un prisonnier
- 1954 : Le Fils de Caroline chérie de Jean Devaivre : l'homme aux fèves
- 1954 : Les Impures de Pierre Chevalier : un spectateur
- 1954 : Marchandes d'illusions de Raoul André : le client endormi
- 1954 : Pas de souris dans le bizness d'Henri Lepage
- 1954 : Série noire de Pierre Foucaud : le gardien de prison
- 1954 : Papa, maman, la bonne et moi de Jean-Paul Le Chanois : le spectateur venu en critique
- 1954 : Huis clos de Jacqueline Audry
- 1955 : Bonjour sourire de Claude Sautet : le majordome
- 1955 : Chantage de Guy Lefranc : le réceptionniste de l'hôtel
- 1955 : L'Impossible Monsieur Pipelet d'André Hunebelle : un agent de la circulation
- 1955 : Lola Montès de Max Ophüls
- 1955 : Marguerite de la nuit de Claude Autant-Lara : legarçon de café
- 1955 : Marie-Antoinette reine de France de Jean Delannoy : un garde au Petit Trianon
- 1955 : Pas de pitié pour les caves d'Henri Lepage : le régisseur du Moulin de Montmartre
- 1955 : Soupçons ou La Pavane des poissons de Pierre Billon : le notaire
- 1955 : Les Nuits de Montmartre de Pierre Franchi
- 1955 : Mémoires d'un flic de Pierre Foucaud : un homme au tribunal
- 1955 : Gueule d'ange de Marcel Blistène
- 1955 : Chiens perdus sans collier de Jean Delannoy
- 1956 : Bonsoir Paris, bonjour l'amour de Ralph Baum
- 1956 : C'est une fille de Paname d'Henry Lepage : le poète
- 1956 : Courte tête de Norbert Carbonnaux : un maître d'hôtel
- 1956 : L'Homme à l'imperméable de Julien Duvivier : le garçon de café
- 1956 : Papa, maman, ma femme et moi de Jean-Paul Le Chanois : maître Parembon
- 1956 : Paris, Palace Hôtel d'Henri Verneuil : Gaston, un fêtard
- 1956 : Pitié pour les vamps de Jean Josipovici : un "extra"
- 1956 : Cinq millions comptant d'André Berthomieu : un spectateur de l'émission
- 1956 : Le Septième Commandement de Raymond Bernard : le réceptionniste de l'hôtel
- 1956 : Les Truands de Carlo Rim : un curé dans l'embouteillage
- 1956 : La vie est belle de Roger Pierre et Jean-Marc Thibault : l'homme dans la file
- 1956 : Miss catastrophe de Dimitri Kirsanoff
- 1956 : Que les hommes sont bêtes de Roger Richebé : un gendarme à vélo
- 1956 : Ariane de Billy Wilder
- 1957 : À pied, à cheval et en voiture de Maurice Delbez : l'agent de police lors de l'accrochage
- 1957 : Clara et les Méchants de Raoul André : un gardien de prison
- 1957 : Comme un cheveu sur la soupe de Maurice Régamey : le serveur du Bazar
- 1957 : Le Septième ciel de Raymond Bernard : le réceptionniste
- 1957 : Le Souffle du désir d'Henri Lepage : un agent de la circulation
- 1957 : Mimi Pinson de Robert Darène
- 1957 : Le Temps des œufs durs de Norbert Carbonnaux : le commissaire
- 1957 : C'est arrivé à 36 chandelles d'Henri Diamant-Berger : figuration
- 1957 : Appelez le 17, court métrage d'Édouard Molinaro
- 1958 : Le Dos au mur d'Édouard Molinaro : le client impatient à la poste
- 1958 : Les Misérables de Jean-Paul Le Chanois : Bamatabois
- 1958 : Sois belle et tais-toi de Marc Allégret : le secrétaire du commissaire
- 1958 : Archimède le clochard de Gilles Grangier : le domestique de Mme Marjorie
- 1958 : Houla-Houla de Robert Darène : le receveur des PTT
- 1958 : Maxime d'Henri Verneuil : un maître d'hôtel
- 1958 : Oh ! Qué mambo de John Berry : le préposé à la bande son
- 1958 : Le Petit Prof de Carlo Rim : le croque-mort
- 1958 : Taxi, roulotte et corrida d'André Hunebelle : le vendeur de valises
- 1958 : Les Vignes du Seigneur de Jean Boyer : l'extra
- 1958 : Gigi, de Vincente Minnelli : un homme chez Maxim's
- 1958 : Le Gendarme de Champignol de Jean Bastia : le croque-mort
- 1959 : Minute papillon de Jean Lefèvre
- 1959 : La Marraine de Charley de Pierre Chevalier : un extra
- 1959 : Pantalaskas de Paul Paviot
- 1959 : Par-dessus le mur de Jean-Paul Le Chanois
- 1959 : Messieurs les ronds de cuir d'Henri Diamant-Berger : un joueur de cartes
- 1959 : Rue des prairies de Denys de La Patellière : Émile, le garçon de café
- 1959 : La Vache et le Prisonnier d'Henri Verneuil : Pommier
- 1959 : Le Baron de l'écluse de Jean Delannoy : le portier du casino

#### Années 1960
- 1960 : Meurtre en 45 tours d'Étienne Périer : le valet
- 1960 : L'Affaire d'une nuit d'Henri Verneuil : le pharmacien
- 1960 : Les Amours de Paris de Jacques Poitrenaud
- 1960 : La Française et l'Amour, sketch L'Adultère d'Henri Verneuil
- 1960 : Le Mouton de Pierre Chevalier : un agent
- 1960 : Le Passage du Rhin d'André Cayatte : un prisonnier libéré
- 1960 : Le Président d'Henri Verneuil : le portier
- 1960 : Le Baron de l'écluse de Jean Delannoy : le portier de l'hôtel
- 1960 : Au cœur de la ville de Pierre Gautherin
- 1960 : Le Miracle des loups d'André Hunebelle : un évêque
- 1960 : Le Capitan d'André Hunebelle : le garde de Concini
- 1960 : L'Imprévu d'Alberto Lattuada
- 1961 : Le Couteau dans la plaie d'Anatole Litvak : un inspecteur de police
- 1961 : Les lions sont lâchés d'Henri Verneuil : Gabriel, le valet de chambre
- 1961 : Tout l'or du monde de René Clair
- 1961 : Le Monte-charge de Marcel Bluwal : un homme dans la rue
- 1961 : Les Amours célèbres, sketch Agnès Bernauer de Michel Boisrond : un inquisiteur
- 1961 : Le Comte de Monte-Cristo de Claude Autant-Lara
- 1962 : Les Bonnes Causes de Christian-Jaque : Robert, le maître d'hôtel
- 1962 : Comment réussir en amour de Michel Boisrond
- 1962 : Mélodie en sous-sol d'Henri Verneuil : le voyageur dans le train qui parle de son voyage en Grèce
- 1962 : Les Mystères de Paris d'André Hunebelle : le maître d'hôtel
- 1962 : Les Veinards, sketch Le Repas gastronomique de Jean Girault : le maître d'hôtel
- 1962 : Pourquoi Paris ? de Denys de La Patellière
- 1962 : Charade de Stanley Donen : le réceptionniste de l'hôtel
- 1962 : Le Diable et les Dix Commandements de Julien Duvivier - Scène coupée au montage
- 1962 : À la française de Robert Parrish
- 1962 : Mandrin, bandit gentilhomme de Jean-Paul Le Chanois
- 1963 : Le Glaive et la Balance de André Cayatte
- 1963 : Cherchez l'idole de Michel Boisrond : le passant indigné
- 1963 : Des frissons partout de Raoul André : le paralytique
- 1963 : Le Journal d'une femme de chambre de Luis Buñuel : le sacristain
- 1963 : La Porteuse de pain de Maurice Cloche : un policier
- 1964 : Les Amitiés particulières de Jean Delannoy : le père enseignant
- 1964 : Comment épouser un premier ministre de Michel Boisrond
- 1964 : Fantomas d'André Hunebelle : un agent de police
- 1964 : Moi et les hommes de quarante ans de Jack Pinoteau : un garçon d'étage
- 1964 : Une souris chez les hommes de Jacques Poitrenaud : l'agent de police
- 1964 : Un monsieur de compagnie de Philippe de Broca : le concierge
- 1964 : Week-end à Zuydcoote de Henri Verneuil : un croque-mort
- 1964 : Le Caïd de Champignol de Jean Bastia
- 1964 : Le Jour d'après de Robert Parrish
- 1964 : Le Gain de temps ou L'Horoscope, court métrage de Christian Duvaleix
- 1964 : Premier Avril - court métrage (11 min) - de Christian Duvaleix
- 1965 : Paris au mois d'août de Pierre Granier-Deferre : un client chez Lipp
- 1965 : La Seconde Vérité de Christian-Jaque
- 1965 : Un milliard dans un billard de Nicolas Gessner : un policier
- 1965 : Les Bons Vivants, sketch Le Procès de Gilles Grangier : un juge assesseur
- 1965 : Le Dix-septième Ciel de Serge Korber
- 1966 : Belle de jour de Luis Buñuel : le majordome
- 1966 : Qui êtes-vous, Polly Maggoo ? de William Klein : le ministre
- 1966 : Brigade antigangs de Bernard Borderie : un agent de la PJ
- 1966 : Le Jardinier d'Argenteuil de Jean-Paul Le Chanois : le sacristain
- 1966 : Le Soleil des voyous de Jean Delannoy : M. Goulette
- 1966 : Une femme en blanc se révolte de Claude Autant-Lara
- 1968 : Faites donc plaisir aux amis de Francis Rigaud : le curé
- 1968 : Sous le signe de Monte-Cristo d'André Hunebelle : le fossoyeur
- 1969 : La Voie lactée de Luis Buñuel : l'aubergiste français
- 1969 : Les Caprices de Marie de Philippe de Broca : le maître d'hôtel
- 1969 : Le Clan des Siciliens d'Henri Verneuil : le gardien du wagon cellulaire
- 1969 : Dernier Domicile connu de José Giovanni : le pharmacien
- 1969 : Une veuve en or de Michel Audiard
- 1969 : La Peau de Torpedo de Jean Delannoy : l'inspecteur à Fécamp
- 1969 : La Vampire nue de Jean Rollin : Voringe

#### Années 1970
- 1970 : Le Cinéma de papa de Claude Berri : le garçon de café
- 1970 : Le Cri du cormoran le soir au-dessus des jonques de Michel Audiard : le premier client du sex-shop
- 1970 : Macédoine de Jacques Scandelari : le planton
- 1970 : Max et les Ferrailleurs de Claude Sautet : l'inspecteur sarcastique à la cantine
- 1970 : Mourir d'aimer d'André Cayatte : le surveillant général
- 1970 : On est toujours trop bon avec les femmes de Michel Boisrond
- 1970 : Peau d'âne de Jacques Demy : l'huissier
- 1971 : Papa, les petits bateaux de Nelly Kaplan : Mattéo Falcon
- 1971 : La Part des lions de Jean Larriaga : l'employé des pompes-funèbres
- 1972 : Le Charme discret de la bourgeoisie de Luis Buñuel : le garçon du salon de thé
- 1972 : Elle cause plus... elle flingue de Michel Audiard : un habitant du bidonville
- 1972 : Les Voraces de Sergio Gobbi
- 1972 : L'Insolent de Jean-Claude Roy : La Fouine
- 1972 : Chacal de Fred Zinnemann
- 1972 : Les Anges de Jean Desvilles
- 1973 : La Dernière Bourrée à Paris de Raoul André
- 1973 : Le Magnifique de Philippe de Broca : un interprète
- 1973 : La Merveilleuse Visite de Marcel Carné
- 1973 : Les Quatre Charlots mousquetaires d'André Hunebelle
- 1973 : Les Charlots en folie : À nous quatre Cardinal ! d'André Hunebelle
- 1973 : Deux hommes dans la ville de José Giovanni : un gardien de prison
- 1973 : Je sais rien, mais je dirai tout de Pierre Richard : le chef du personnel
- 1973 : Les Gaspards de Pierre Tchernia : Albert Galmier, l'huissier au ministère
- 1973 : OK patron de Claude Vital
- 1974 : Comme un pot de fraises de Jean Aurel : le chef de marketing
- 1974 : Le Fantôme de la liberté de Luis Buñuel : le père Rafaël
- 1974 : Impossible... pas français de Robert Lamoureux
- 1974 : Le Rallye des joyeuses d'Alain Nauroy
- 1974 : Les Nuits chaudes de Justine de Jean-Claude Roy : le producteur
- 1974 : L'Amour pas comme les autres de Jeanne Varoni
- 1974 : La Donneuse de Jean-Marie Pallardy : M. Le Forestier
- 1975 : La Vie sentimentale de Walter Petit ou Hard Love de Serge Korber : Gaston
- 1975 : Catherine et Compagnie de Michel Boisrond : le vendeur chez Cartier
- 1975 : Paul Gauguin de Roger Pigaut
- 1975 : Cuisses en chaleur ou Vous l'avez dans l'os de Jean-Claude Roy : le notaire
- 1975 : Les Amours difficiles ou La Grande Perversion de Raphaël Delpard
- 1975 : C'est dur pour tout le monde de Christian Gion : un maître d'hôtel
- 1975 : L'Essayeuse de Serge Korber : le client
- 1975 : Opération Lady Marlène de Robert Lamoureux : le chef du train de métro
- 1975 : L'Incorrigible de Philippe de Broca : le second libéré
- 1975 : Silence... on tourne ! de Roger Coggio
- 1975 : À bout de sexe de Serge Korber
- 1976 : Le Chasseur de chez Maxim's de Claude Vital : le premier ordonnateur
- 1977 : Le Maestro de Claude Vital : le curé
- 1977 : Cet obscur objet du désir de Luis Buñuel : un policier
- 1978 : Le Cavaleur de Philippe de Broca : le concierge du conservatoire
- 1978 : Le Pion de Christian Gion : M. Boussignac
- 1978 : Le Temps des vacances de Claude Vital
- 1978 : One, Two, Two : 122, rue de Provence de Christian Gion : le président
- 1978 : Grandison de Joachim Kurz
- 1979 : Le Gagnant de Christian Gion : le père de Laurent
- 1979 : Monique et Julie, deux collégiennes en partouze d'Alain Payet : M. Barnabé
- 1979 : Retour en force de Jean-Marie Poiré : un passager du bus 129

#### Années 1980
- 1980 : Cherchez l'erreur... de Serge Korber : Maurice, le voisin aux poubelles
- 1980 : Journal érotique d'une Thaïlandaise de Jean-Marie Pallardy : Boris Bradley : le patron de l'agence
- 1981 : Pétrole ! Pétrole ! de Christian Gion : M. Durieux
- 1981 : Belles, blondes et bronzées de Max Pécas : le monsieur galant aux bois
- 1981 : Jamais avant le mariage de Daniel Ceccaldi
- 1982 : Ça va faire mal ! de Jean-François Davy : M. Ficelle
- 1982 : Éducation anglaise de Jean-Claude Roy : Julien, le concierge
- 1982 : Les Diplômés du dernier rang de Christian Gion : le juge
- 1983 : Y a-t-il un pirate sur l'antenne ? de Jean-Claude Roy
- 1983 : Le Fou du roi d'Yvan Chiffre : Planchet
- 1984 : Neuville ma belle de Mac Kelly
- 1984 : Rebelote de Jacques Richard : Le Juge
- 1985 : Dressage ou Éducation perverse de Pierre B. Reinhard
- 1985 : Pirates de Roman Polanski : señor Vélasquez
- 1985 : Vive le fric ! de Raphaël Delpard : le premier gendarme
- 1986 : Bitumes, court métrage de François Velle
- 1989 : Erreur de jeunesse de Radovan Tadic : le gardien du 52 avenue Foch
- 1989 : L'Invité surprise de Georges Lautner : le chauffeur de car

#### Années 1990
- 1991 : 588, rue Paradis d'Henri Verneuil : le maître d'hôtel
- 1991 : La Révolte des enfants de Gérard Poitou-Weber : le père de M. Alexis
- 1991 : Sup de fric de Christian Gion : Le majordome
- 1993 : Le fond de l'air est frais, court métrage de Thierry Boscheron
- 1996 : Lucie Aubrac de Claude Berri
- 1996 : Comme des rois de François Velle : le concierge de l'hôtel

#### Années 2000
- 2000 : La Fiancée de Dracula de Jean Rollin : le sorcier
- 2001 : Les Jours où je n'existe pas de Jean-Charles Fitoussi : l'oncle Alfred
- 2004 : Pellis, court métrage de Yann Gozlan
- 2009 : Le Dire de Chacun (Charles Dullin), documentaire de Georges Mourier

### Télévision
- 1956 : En votre âme et conscience, épisode : La Mort de Monsieur de Marcellange de  Claude Barma
- 1957 : Le Quadrille des diamants de Claude Barma
- 1958 : Châteaux en Espagne de François Gir
- 1958 : Les Cinq Dernières Minutes, épisode Tableau de chasse de Claude Loursais : le brigadier
- 1959 : Bastoche et Charles Auguste de Bernard Hecht : l'agent
- 1959 : Les Maris de Léontine d'André Leroux
- 1959 : Les Trois Mousquetaires de Claude Barma
- 1960 : Le Prince et le Pauvre de Marcel Cravenne
- 1960 : Rouge d'André Leroux
- 1960 : Week-end surprise d'André Leroux
- 1961 : Revue d'André Leroux
- 1962 : L'inspecteur Leclerc enquête, épisode Le Saut périlleux d'André Michel : l'ordonnateur des pompes funèbres
- 1962 : Les Caprices de Marianne de Claude Loursais
- 1962 : Les Célibataires de Jean Prat : le valet
- 1962 : Le Gendre de monsieur Poirier d'André Leroux
- 1962 : Rien que la vérité de Claude Loursais
- 1964 : Méliès, le magicien de Montreuil-sois-bois de Jean-Christophe Averty : l'huissier
- 1964 : Un homme en or d'André Leroux
- 1964 : Félix de Christian Duvaleix
- 1964 : L'Abonné de la ligne U de Yannick Andreï : le gendarme de l'autobus
- 1965 : Les Cinq Dernières Minutes, épisode  Bonheur à tout prix  de Claude Loursais : l'ancien combattant et l'huissier
- 1965 : Mademoiselle de La Ferté de Gilbert Pineau : M. Destouesse
- 1965 : Ubu roi de Jean-Christophe Averty : Stanislas Leczinski
- 1966 : Rouletabille chez les Bohémiens, de Robert Mazoyer : Coesdre
- 1966 : Il faut que je tue monsieur Rumann de Guy Casaril
- 1966 : Comment ne pas épouser un milliardaire de Roger Iglésis
- 1966 : Les Cinq Dernières Minutes, épisode La Rose de fer de Jean-Pierre Marchand : l'huissier
- 1967 : La Marseillaise de Rude d'Alain Boudet
- 1967 : Terrain vague - "Interrogatoire"- de Guy Laforêt
- 1967 : Les Nouvelles Aventures de Vidocq, épisode Le Crime de la mule noire de Claude Loursais : maître Bardoux
- 1968 : Au théâtre ce soir : La Toile d'araignée d'Agatha Christie, mise en scène Raymond Gérôme, réalisation Pierre Sabbagh, théâtre Marigny : Elgin
- 1968 : Les Grandes Espérances de Marcel Cravenne
- 1968 : Joanny Leniot de Jean Bescont
- 1968 : La Coupe (Île-de-France) de Robert Mazoyer
- 1968 : Au théâtre ce soir : Baby Hamilton de Maurice Braddell et Anita Hart, mise en scène Christian-Gérard, réalisation Pierre Sabbagh, théâtre Marigny - Edwards
- 1969 : D'Artagnan de Claude Barma
- 1969 : Arbois, le poulet au vin jaune de Maurice Regamey
- 1970 : Les Aventures d'Alice au pays des merveilles de Jean-Christophe Averty : le laquais grenouille et le bourreau
- 1970 : Lancelot du Lac de Claude Santelli
- 1970 : La Main de singe de Roger Iglésis
- 1970 : Les Saintes chéries, épisode Ève au travail de Jean Becker : le cafetier
- 1971 : Au théâtre ce soir : Arsenic et vieilles dentelles de Joseph Kesselring, mise en scène Alfred Pasquali, réalisation Pierre Sabbagh, théâtre Marigny : Brophy
- 1971 : Al Johnson de Jean-Christophe Averty
- 1971 : Au théâtre ce soir : Hermine, réalisation Pierre Sabbagh, théâtre Marigny : Martin
- 1971 : Pas le moral pour deux sous de Jean Archimbaud
- 1971 : Ubu enchanté de Jean-Christophe Averty
- 1971 : Les Nouvelles Aventures de Vidocq, épisode La Caisse de fer de Marcel Bluwal : maître Bardoux
- 1971 : François Gaillard ou la vie des autres de Jacques Ertaud, épisode : René
- 1971 : Madame êtes-vous libre ? de Jean-Paul Le Chanois
- 1972 : Figaro-ci, Figaro là de Hervé Bromberger
- 1972 : Kitsch-Kitsch de Janine Guillon
- 1973 : Molière pour rire et pour pleurer de Marcel Camus : un huissier
- 1973 : Les Malheurs de la comtesse de Bernard Deflandre : Firmin
- 1973 : Musidora de Jean-Christophe Averty
- 1973 : La Paroi de Jean-Paul Le Chanois : le pharmacien
- 1973 : Joseph Balsamo de André Hunebelle : Lebel
- 1973 : L'éducation sentimentale de Marcel Cravenne : le concierge
- 1974 : Au théâtre ce soir : Le Chien des Baskerville de Jean Marcillac d'après Arthur Conan Doyle, mise en scène Raymond Gérôme, réalisation Georges Folgoas, théâtre Marigny : Barrymore
- 1974 : Les Dernières Cartes de Marcel Cravenne : le maître d'hôtel
- 1974 : Les Cinq Dernières Minutes, épisode Si ce n'est toi de Claude Loursais
- 1974 : La Voleuse de Londres de Marcel Cravenne
- 1974 : Les Faucheurs de marguerites de Marcel Camus : le curé et le premier ballonnier

La Vie de Plaisance de Pierre Gautherin : un homme à l'enterrement
- 1975 : L'Anglais tel qu'on le parle de Georges Folgoas : le garçon d'hôte
- 1975 : Les Cinq Dernières Minutes, épisode Coup de pouce de Claude Loursais : Fosseuse
- 1975 : Au théâtre ce soir : Dix minutes d'alibi d'Anthony Armstrong, mise en scène Jacques Ardouin, réalisation Pierre Sabbagh, théâtre Édouard VII : Hunter
- 1975 : Le Mystère Frontenac de Maurice Frydland : Cazavieilh
- 1975 : Erreurs judiciaires, épisode La Cuillière dans l'arsenic de Jean Laviron : le père Mouchot
- 1975 : Marie-Antoinette de Guy-André Lefranc
- 1975 : Paul Gauguin de Roger Pigaut
- 1975 : Le Secret des dieux de Guy-André Lefranc : Mulot
- 1975 : Pour qui sonne le jazz -Les Cinq Dernières Minutes - de Franck Apprédis et Jacques Audoir : le docteur Baillot
- 1976 : Au théâtre ce soir : Seul le poisson rouge est au courant de Jean Barbier et Dominique Nohain, mise en scène Dominique Nohain, réalisation Pierre Sabbagh, théâtre Édouard VII : le gendarme
- 1976 : Nick Verlaine ou Comment voler la Tour Eiffel, de Claude Boissol, épisode : Histoire d'eau
- 1976 : Les Brigades du Tigre, épisode Don de Scotland Yard de Victor Vicas : le domestique
- 1976 : Douze légionnaires, épisode Delta du Tonkin : Adjudant Pierre Duffel de Bernard Borderie
- 1977 : Emmenez-moi au Ritz de Pierre Grimblat
- 1977 : Les Folies Offenbach, épisode Le Train des cabots de Michel Boisrond
- 1978 : Les Héritiers, épisode Photos de famille de Juan Bunuel
- 1978 : Ce diable d'homme : Voltaire de Marcel Camus
- 1978 : Émile Zola ou la Conscience humaine de Stellio Lorenzi : le greffier
- 1978 : Histoire du chevalier Des Grieux et de Manon Lescaut de Jean Delannoy : Lucas
- 1978 : La Filière de Guy-André Lefranc : le concierge
- 1979 : Avoir été de Roland-Bernard
- 1979 : Au théâtre ce soir : La Route des Indes de Jacques Deval, mise en scène Robert Manuel, réalisation Pierre Sabbagh, théâtre Marigny : Allister
- 1980 : L'Âge bête de Jacques Ertaud : le surveillant général
- 1980 : Comme chien et chat de Roland-Bernard : le vendeur du magasin
- 1980 : La Mort en sautoir de Pierre Goutas
- 1980 : Le Moustique de Maurice Frydland : le docteur
- 1980 : Au théâtre ce soir : Comédie pour un meurtre de Jean-Jacques Bricaire et Maurice Lasaygues, mise en scène Dominique Nohain, réalisation Pierre Sabbagh, théâtre Marigny : André Lambert
- 1980 : Au théâtre ce soir : Une sacrée famille de Louis Verneuil, mise en scène Robert Manuel, réalisation Pierre Sabbagh, théâtre Marigny : Alphonse
- 1981 : Ubu cocu ou l'Archeopteryx de Jean-Christophe Averty : le savetier Scytoromitte
- 1981 : Le Voyage du Hollandais de Charles Brabant : le docteur Gacher
- 1981 : Les Amours des années folles, épisode Féerie bourgeoise d'Agnès Delarive : Charmelin
- 1981 : Nana -Feuilleton en 4 épisodes de 90 min de Maurice Cazeneuve
- 1981 : Les Liaisons dangereuses de Claude Barma : le geôlier
- 1982 : Médecins de nuit de Gérard Clément, épisode : Le Bizutage (série télévisée) : le gardien
- 1982 : La Démobilisation générale d'Hervé Bromberger
- 1982 : Jupiter 81 de Maurice Frydland
- 1982 : Le Pouvoir d'inertie de Jean-François Delassus
- 1982 : Papa Poule de Roger Kahane
- 1982 : Paris-Saint-Lazare de Marco Pico
- 1982 : Bekenntnisse des hochstaplers Félix Krull de Bernhard Sinkel
- 1983 : Merci Sylvestre, épisode L'Homme de ménage de Serge Korber : Soliveau
- 1984 : Les Chiens de Jérusalem de Fabio Carpi : Blasco
- 1984 : Jacques le fataliste et son maître de Claude Santelli
- 1984 : Les Cinq Dernières Minutes, épisode Meurtre sans pourboire de Jean Chapot : Maubec
- 1984 : Le Tueur triste de Nicolas Gessner : l'horloger
- 1985 : La politique est un métier de Maurice Frydland
- 1985 : Maguy
- 1985 : L'Année terrible de Claude Santelli
- 1986 : L'Affaire Marie Besnard -Diffusé en deux parties- d'Yves-André Hubert : le docteur Gallois
- 1986 : L'Enfant -"L'ami Maupassant"- de Claude Santelli : le docteur
- 1987 : Les Enquêtes du commissaire Maigret, épisode : Les Caves du Majestic réalisé par Maurice Frydland : le directeur du Majestic
- 1987 : Une occasion en or : Les Mémés sanglantes- de Bruno Gantillon : Octave Schwartz
- 1987 : Marc et Sophie
- 1988 : Vivement lundi !
- 1988 : Hemingway de Bernhard Sinkel
- 1988 : Les Cinq Dernières Minutes Pour qui sonne le jazz de Gérard Gozlan
- 1989 : Les Nuits révolutionnaires de Charles Brabant
- 1990 : L'Ami Giono : Ennemonde de Claude Santelli : Jocelyn
- 1990 : Les Héroïnes de Colette, épisode Duo 1990 de Claude Santelli : Arsène
- 1990 : Le gorille compte ses abattis de Jean Delannoy
- 1990 : Erika mon amour -Héritage oblige- de Maurice Frydland : le notaire
- 1990 : Le Mari de l'ambassadeur, épisode 6 de François Velle : le maître d'hôtel de l'ambassade
- 1991 : Quiproquos! de Claude Vital
- 1991 : Aldo tout risque, épisode Un direct au cœur de François Cohen-Séat et Michel Lang : le vieil homme de l'usine
- 1991 : Tout ou presque de Claude Vital
- 1991 : Maxime et Wanda : Les Belles Ordures de Claude Vital
- 1992 : Mademoiselle Fifi ou Histoire de rire, téléfilm de Claude Santelli : le sacristain
- 1992 : Maguy, épisode Les papilles font de la résistance : M. Lefade
- 1993 : Mayrig d’Henri Verneuil : le maître d'hôtel
- 1994 : Les Caprices de Marianne de Jean-Daniel Verhaeghe : Malvolio
- 1996 : L'Allée du Roi de Nina Companeez
- 1996 : La Comète de Claude Santelli
- 1999 : Louis la Brocante, épisode Louis et les Amoureux du manège de Maurice Frydland : le père Gourette
- 2002 : La Grande Brasserie de Dominique Baron : Pierrot

## Doublage
- 1952 : Le Proscrit : le secrétaire du roi (David Bond), le premier tailleur (Jack Rice) et un serviteur du palais[Qui ?]
- 1957 : Le Virage du diable : Jack Bennett, le barman (Carter Mullaly Jr.)
- 1959 : Le Confident de ces dames : le militaire au chat
- 1961 : Les Chevaliers du démon : le valet de pied du château de Netherden (Michael Barrington)
- 1964 : La Rolls-Royce jaune : Harnsworth (Michael Hordern)
- 1964 : Agent 077, opération Jamaïque : le commissaire Fenton (Fortunio Bonanova)
- 1965 : Le Jeune Cassidy : le 2d employé dans le corbillard (Martin Crosbie)
- 1966 : Paris brûle-t-il ? : l'aide de camp de Von Choltilz
- 1966 : Le Chevalier à la rose rouge : Bernard, le domestique (Armando Furlai) et l'officier à la tête de l'escadron de gendarmes[Qui ?]
- 1967 : Trois milliards d'un coup : l'inspecteur de Police lors de la perquisition (Tony O'Leary)
- 1967 : Les Trois Fantastiques Supermen : l'ambassadeur (Friedrich Joloff)
- 1967 : Superman le Diabolique : l'amiral Durand (Andrea Bosic)
- 1969 : Tintin et le temple du soleil
- 1970 : Waterloo : le fantassin Mulholland (Charles Borromel)
- 1972 : La Poussière, la Sueur et la Poudre : le médecin soignant Mockridge (Arthur Malet)
- 1972 : Le Flingueur : le majordome du chef de l'organisation (Gerald Peters)
- 1973 : La Chasse aux diplômes : le concierge de l'hôtel (John Bethune)
- 1974 : Le Retour du dragon[6] : le sergent de l'armée de l'air (Frank Babich)
- 1975 : Lepke, le caïd : voix secondaires
- 1976 : Cœur de verre : un villageois[Qui ?]
- 1978 : Les Enfants de la rivière : le marchand de poissons[Qui ?] / un invité à la table des Johns[Qui ?]
- 1983 : Superman 3 : le 1er mineur (Christopher Malcolm)
- 1989 : Le Retour des mousquetaires : Porthos (Frank Finlay)